# Facilitador
Facilitador é alguém que ajuda um grupo de pessoas a compreender os seus objetivos comuns, auxiliando-os a planejar como alcançar estes objetivos. Ao fazê-lo, o facilitador permanece "neutro", o que significa que ele ou ela não toma uma posição particular na discussão. O facilitador usa de ferramentas para auxiliar o grupo na obtenção de um consenso sobre quaisquer divergências preexistentes ou que surjam durante o debate, com vistas a formar uma sólida base para ações futuras.

## Definições
Existem várias definições para facilitador, dentre elas:
- "Um indivíduo que permite que grupos e organizações trabalhem de forma mais eficaz, colaborando de modo a criar uma sinergia. Ele ou ela é "neutro em conteúdo" e, por não tomar partido ou expressar/defender um ponto de vista durante o encontro, pode advogar por procedimentos justos, abertos e inclusivos para realizar o trabalho do grupo" – Doyle[2]
- "Aquele que contribui estruturando os processos de interação no grupo, de forma que o mesmo se torne capaz de funcionar de forma mais eficaz e tomar decisões de alta qualidade. O facilitador é um auxiliar cujo objetivo é apoiar os outros membros de modo que eles prossigam em direção aos seus objetivos." – Bens, p.viii.[3]
- "O trabalho do facilitador é apoiar a todos para que pratiquem da melhor formar possível o pensamento e a discussão. Para isto, o facilitador incentiva a plena participação, promove a compreensão mútua e cultiva a responsabilidade compartilhada. Ao estimular que todos façam o seu melhor, um facilitador permite que os membros do grupo procurem soluções inclusivas e construam acordos sustentáveis" – Kaner[4]

## Autoridade
O conceito de autoridade (do facilitador) pode causar confusão. Heron defende três opções (inicialmente no contexto educacional) como sendo:
- Autoridade tutelar - com base nas competências e habilidades do tutor/facilitador;
- Autoridade política - envolve o exercício do ensino do processo de tomada de decisão,[5] principalmente no que diz respeito aos objetivos, programas, métodos, recursos e também a avaliação da aprendizagem;
- Autoridade carismática - influencia pela presença, estilo e forma (manifesta-se particularmente através do sentimento);

## Tipos

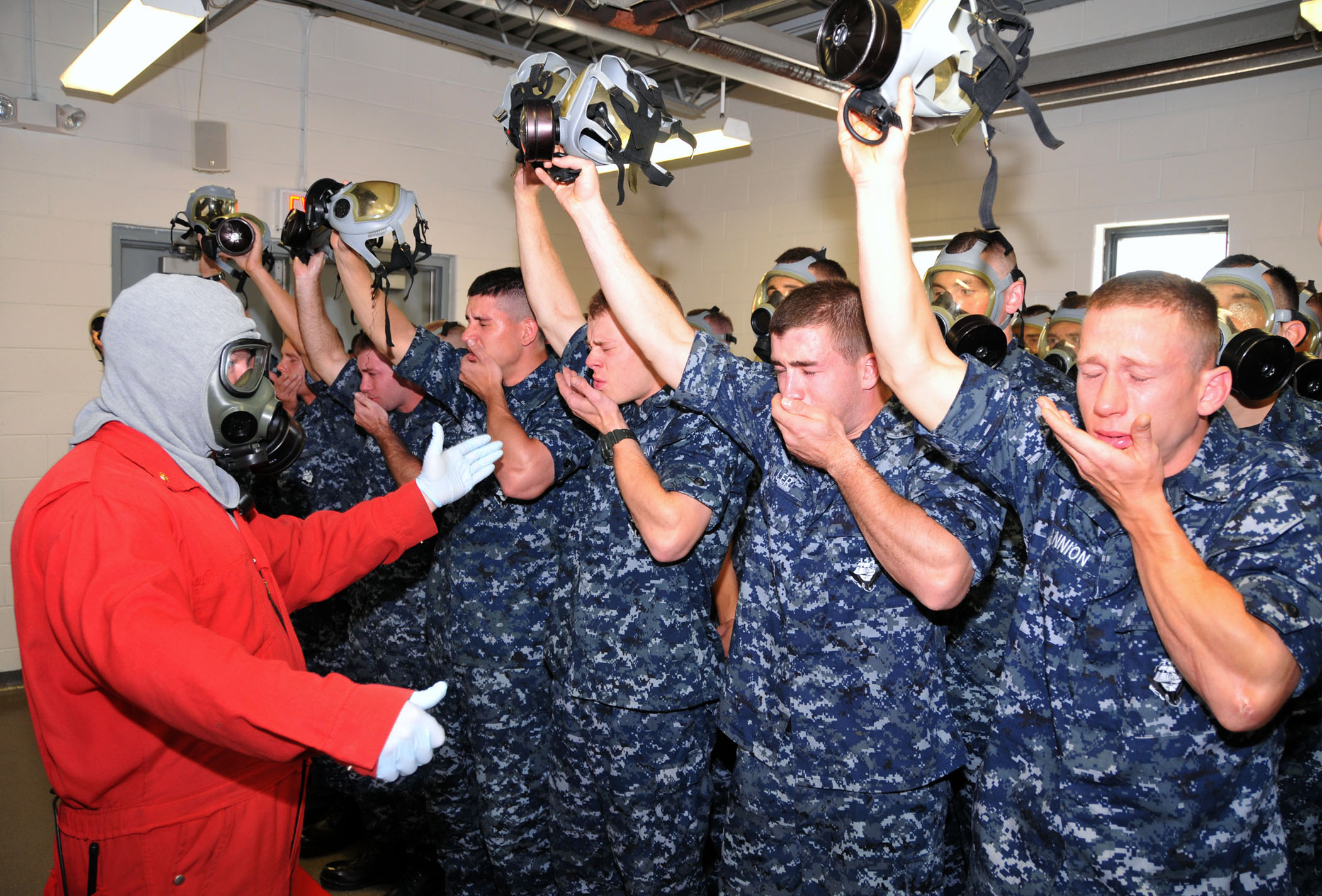
Facilitador de treinamento da US Navy em ação.

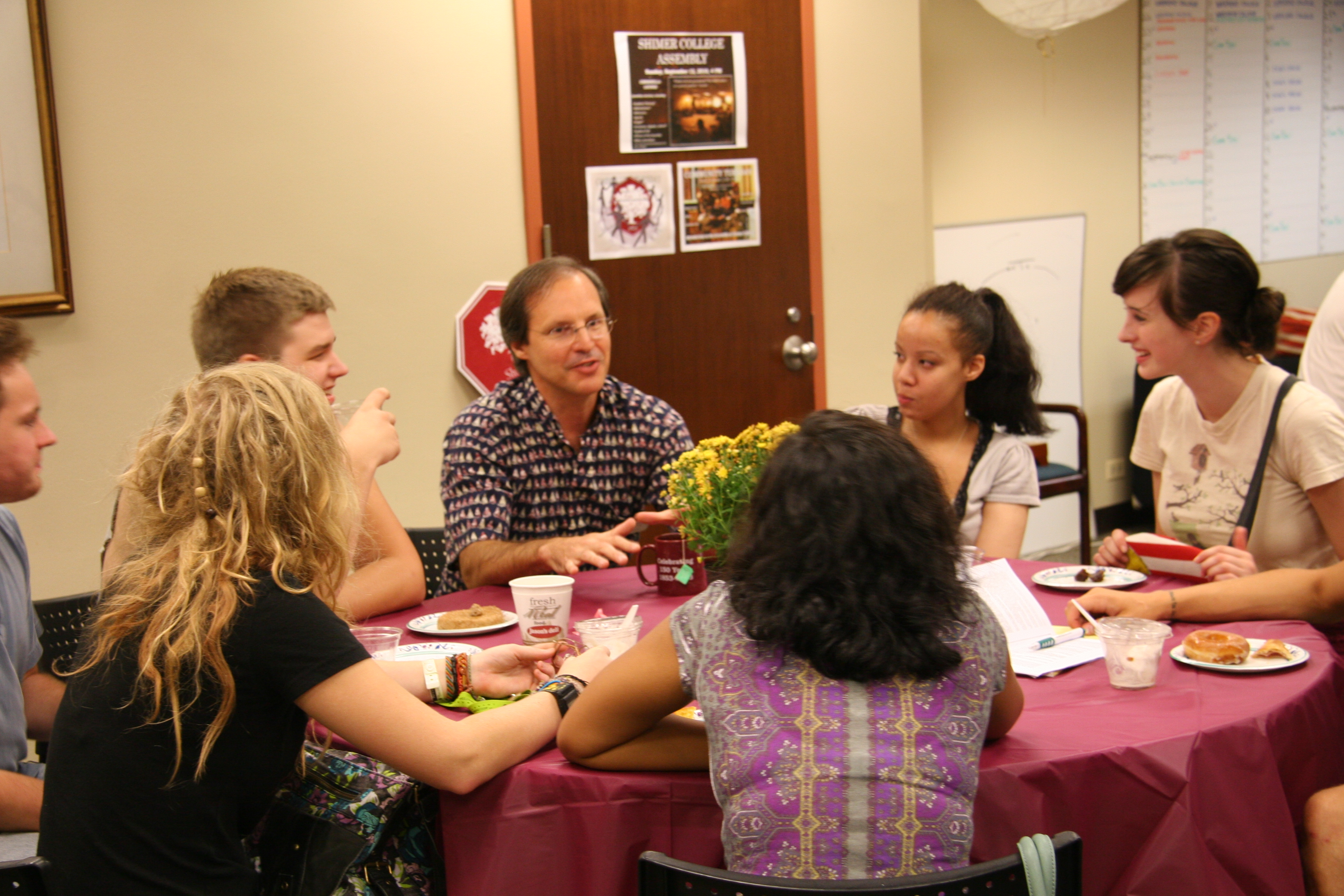
Facilitador educacional conversando com estudantes.

### Facilitadores de negócios
Trabalham com negócios e organizações formais, mas também podem trabalhar com uma variedade de outros grupos e comunidades. Um dos princípios que devem reger o papel do facilitador é não levar o grupo para o que acredita ser a melhor resposta, mesmo que possua uma opinião formada sobre o assunto. O papel do facilitador é tornar mais fácil a chegada, pelo grupo, à uma resposta ou decisão própria.
Isso pode originar – e geralmente origina – um conflito organizacional entre a administração, as teorias hierárquicas e a prática do empoderamento. Em virtude disto, muitas vezes os facilitadores têm de equilibrar os "fatores de poder", especialmente mas organizações nas quais as declarações explícitas de empoderamento não estão sendo corroboradas por comportamentos organizacionais.

### Facilitadores de treinamento
Facilitadores de treinamento são aqueles usados na educação de adultos. Esses facilitadores nem sempre são especialistas no assunto e, por isso, tentam aproveitar o conhecimento preexistente nos participantes, de modo a facilitar o acesso a informação por todos, expondo os conhecimentos individuais para o grupo. Desse modo, identificam-se as lacunas do conhecimento. Eles centram-se nos fundamentos da educação de adultos: estabelecer o conhecimento preexistente e trabalhar sobre ele, de modo a mantê-lo relevante. Este papel é, portanto, diferente do papel de um facilitador com experiência no assunto. Este, por sua vez, terá uma ação mais preponderante, tendo como objetivo transmitir o conhecimento que possui, de forma a levar o grupo através de uma agenda projetada de conjuntos de conhecimentos e competências a adquirir. (Ver autoridade tutelar acima)

### Facilitadores educacionais
Facilitadores educacionais podem ser entendidos como educadores que utilizam de um ensino dialógico para gerar conhecimento entre os educandos. Segundo a definição mais comum, um facilitador educacional tem o mesmo nível de conhecimento sobre educação que um professor, mas trabalha com o objetivo de tornar os alunos responsáveis pela própria aprendizagem tanto quanto for possível. Instrutores do Shimer College, por exemplo, são muitas vezes referidos como facilitadores por cumprirem o papel de provocar a aprendizagem, muitas vezes facilitando uma conversa entre os alunos sobre determinado texto ao invés de instruí-los diretamente. Uma facilitação eficaz requer, no entanto, auto-monitoramento e atenção aos detalhes da interação, bem como ao conteúdo do material.

### Facilitadores para resolução de conflitos
Facilitadores para resolução de conflitos são utilizados nos processos de paz e reconciliação, tanto durante quanto depois de um conflito. Seu papel é apoiar o diálogo construtivo e democrático entre grupos que possuem posições opostas. Esses facilitadores devem ser imparciais em relação aos grupos em conflito e devem agir buscando sempre o diálogo democrático. Seu papel mais usual é, portanto, apoiar o desenvolvimento de uma visão compartilhada de um futuro ideal, fazendo com que os grupos ouçam uns aos outros, e entendam e apreciem os sentimentos, experiências e posições do "inimigo".

### Facilitadores sociais
Geralmente, são facilitadores que prestam serviços sociais. O facilitador organiza reuniões, envolve os membros da equipe e conduz os mesmos a seguir adiante em busca dos objetivos pré-estabelecidos. Durante as reuniões, o facilitador lidera e gerencia a equipe, mantendo os participantes ativos e/ou envolvidos e encoraja uma discussão baseada em como abordar as necessidades sociais. O facilitador social estimula uma participação igualitária entre os membros da equipe.

### Facilitadores de pequenos grupos
Atuam em pequenos e médios grupos, de forma a acomodar o engajamento dos participantes, garantindo o alcance dos objetivos. Atua no papel geralmente ocupado por um presidente. Esse tipo de facilitador é utilizado em grupos de trabalho, organizações comunitárias, grupos de encontro e/ou apoio, etc.

## Conhecimentos e habilidades
Muitos são os conhecimentos e habilidades necessários para ser um bom facilitador. No que tange à reuniões, pode-se dizer que são "funções" do facilitador: cronometragem, garantir o cumprimento da agenda e manter as informações sempre claras e objetivas. São necessárias também, habilidades que permitam ao facilitador assistir aos indivíduos à luz da dinâmica do grupo. Além disso, são necessárias também uma variedade de habilidades de escuta, incluindo capacidade de parafrasear, de organizar uma conversa, de acalmar os ânimos, de equilibrar a participação e de abrir espaço para os membros do grupo mais reticentes. É fundamental que o facilitador tenha conhecimento e habilidade suficiente para instigar a criatividade do grupo, ao invés de suprimi-la. Um facilitador de sucesso deve respeitar todos os membros do grupo e ter consciência das várias "camadas" de realidade existentes em um grupo humano. Nos casos em que um consenso não puder ser alcançado, o facilitador deve ajudar o grupo a compreender as diferenças que dividem-lo.
A Associação Internacional de Facilitadores (IAF) foi fundada em 1993 para promover a facilitação como uma profissão e mantém o programa Certified Professional Facilitador. As competências para se tornar um facilitador profissional certificado estão disponíveis no site da IAF. As competências essenciais são: (i) criar relações colaborativas; (ii) facilitar os processos do grupo (colocando-os em um plano apropriado); (iii) criar e manter um ambiente participativo; (iv) guiar o grupo para a obtenção de resultado úteis; (v) construir e manter o conhecimento profissional; (vi) ter um modelo de atitude profissional positivo.
O Instituto Internacional de Facilitação (INIFAC) foi fundado em 2003 com o objetivo de manter e promover um programa de certificação para a facilitação ao nível de mestrado, o programa Certified Master Facilitador. As competências necessárias para obter a certificação podem ser encontradas no website do instituto.